# 申叔舟
申叔舟（1417年—1475年），字泛翁，號希賢堂（一作保閑齋），是朝鮮王朝初期的政治家，曾奉世宗大王之命，參與朝鮮民族文字訓民正音的發明。

## 生平
申叔舟本貫高靈，1439年文科合格並出仕，在當時是學問研究所兼政策諮詢機關的集賢殿任職。申叔舟精通漢語、日本語等諸多外國語言，多次擔任朝鮮王朝的外交官。1443年曾作為朝鮮通信使團的書狀官前往日本。同年，朝鮮世宗為了能夠更好地表達本國的語音，召集鄭麟趾、成三問、申叔舟等人編寫《東國正韻》，創造了朝鮮本民族的文字訓民正音。
1453年，首陽大君李瑈欲推翻侄子端宗，時任都承旨的申叔舟，協助首陽大君奪取政權，被任命為大提學。1462年，出任朝鮮王朝的最高官職領議政。朝鮮世祖十分重用申叔舟，將他比作唐朝著名大臣魏徵。
朝鮮睿宗即位之後，申叔舟進入承政院，執掌大權。通過南怡謀叛事件，申叔舟剷除了自己的政敵南怡等人。此後申叔舟一直擔任朝鮮王朝朝中的要職。成宗即位後，命令申叔舟將自己出使日本室町幕府時所獲得的經驗寫成書籍，是為《海東諸國紀》，並於1471年刊行。
1475年，申叔舟病逝，諡號文忠。

## 仕途經歷
- 1439年　典農寺直長（従七品）。
- 1443年5月 擔任朝鮮通信使團的書狀官，前往日本。
- 1447年9月29日 集賢殿校理（正五品），後轉任集賢殿應教（從四品）。
- 1449年12月24日 兼任世孫講書院右翊善（從四品）。
- 1450年6月6日 升任司憲府掌令（正四品）。 同年11月1日升任司憲府執義（從三品）。
- 1452年8月10日 擔任集賢殿直提学（從三品）。同年10月7日，擔任謝恩使團的書状官、前往中國(明朝)。
- 1453年3月4日 升任承政院同副承旨（正三品堂上）。 同年6月8日轉任承政院右副承旨、10月11日轉任承政院右承旨、10月27日轉任承政院左承旨。
- 1453年11月8日，因參與癸酉靖難，被封為二等靖難功臣。
- 1454年2月6日 升任承政院都承旨（正三品堂上）。同年3月30日兼任春秋館的編修官。
- 1455年1月24日，敘封通政大夫（正三品堂上），任職承政院都承旨、經筵廳参賛官、尚瑞院副正，並充任春秋館修撰官兼判奉常寺事、知吏曹内直司。 同年9月20日，因功封為一等佐翼功臣，10月24日、升任藝文館大提學（正二品）。
- 1456年2月4日 調任兵曹判書（正二品）。同年6月8日兼任義禁府提調（從一品）。後於7月5日改任吏曹判書，兼寶文閣大提學、集賢殿大提學、知經筵春秋館事。9月8日、升任判中樞院事（從一品）。10月10日兼判兵曹。10月18日、轉任右賛成（從一品）。
- 1457年1月8日 兼任監春秋館事（正一品）。同年月5日、轉任左賛成。
- 1458年12月7日 升任右議政（正一品）。
- 1459年11月6日 調任左議政。
- 1460年9月4日 征伐女真。
- 1462年5月20日升任領議政。順帶一提，時任右議政韓明澮和一些曾參與癸酉靖難的功臣於此時都擔任了議政府的要職。
- 1464年5月25日 兼任承文院都提調（正一品）。
- 1467年9月6日 兼礼曹判書。
- 1468年10月30日 因功封為一等翊戴功臣。
- 1469年12月29日、 兼任經筵領事（正一品）。
- 1471年3月27日、因功封為一等佐理功臣。同年5月29日、任職領春秋館事（正一品）。
- 1475年　死去

## 家族
- 父：申檣
- 母：羅州鄭氏（鄭有之女）

- 兄弟：
  - 兄：申孟舟
  - 兄：申仲舟
  - 弟：申松舟
  - 弟：申末舟

- 妻：茂松尹氏（尹景淵之女）

- 子：
  - 申澍
  - 申沔
  - 申澯
  - 申瀞
  - 申浚
  - 申溥
  - 申泂
  - 申泌
  - 申𣻚

## 相關影視作品及飾演者
- 《설중매》，MBC，1984年—1985年，演員：朴雄（朝鲜语：박웅）
- 《破天舞（朝鲜语：파천무）》，KBS，1990年，演員：문창길
- 《韓明澮（朝鲜语：한명회 (드라마)）》，KBS，1994年，演員：백준기
- 《王與妃》，KBS，1998年—2000年，演員：李正吉
- 《王與我》，SBS，2007年—2008年，演員：신귀식
- 《大王世宗》，KBS，2008年，演員：權律
- 《公主的男人》，KBS，2011年，演員：李孝正
- 《仁粹大妃》，JTBS，2011年—2012年，演員：孫炳昊